# Pletro
Il Pletro (in greco antico: πλέθρον?) era un'unità di misura usata nell'antica Grecia, uguale a 100 piedi greci (in greco antico: ποῦς?, pous). 
Era  la larghezza di una tipica pista di corsa e fu usata come misura del lato di un quadrato che costituiva la zona di combattimento delle competizioni di lotta greca.
Il pletro viene indicato come misura della zona di lotta da Libanio nel Capitolo 10 di Orationes.
Anche se la misura del pletro poteva variare da polis a polis, essa corrispondeva all'incirca a 30 metri. Un pletro quadro era conseguentemente un quadrato di 30 metri di lato, ovvero 900 metri quadri. 
Il pletro continuò ad essere usato nell'impero bizantino ed era definito 100 piedi o 40 passi.
Il pletro veniva anche usato per misure di superficie (ad esempio pletro quadro). Questo fu un'unità di misura greca per indicare l'acro ed ebbe varie dimensioni ad indicare la quantità di terreno che una coppia di buoi poteva arare in un giorno. Sotto l'Impero bizantino, queste differenze vennero codificate tra i diversi thema e l'unità fu conosciuta come "stremma", che continua ad essere un'unità di misura nella moderna Grecia. 